# Patrycja Markowska
Patrycja Markowska (Varsavia, 21 dicembre 1979) è una cantante polacca.
Dopo aver pubblicato i primi tre album per Universal Music, firma un contratto con la Pomaton EMI e produce i successivi tre album in studio sotto questa etichetta. Pubblica il suo album live con la Warner e nel 2017 il suo settimo album in studio è distribuito da Pomaton, sotto-etichetta della Warner.

## Discografia

### Album in studio
- 2001 – Będę silna
- 2003 – Mój czas
- 2005 – Nie zatrzyma nikt
- 2007 – Świat się pomylił
- 2010 – Patrycja Markowska
- 2013 – Alter Ego
- 2017 – Krótka płyta o miłości
- 2019 – Droga (con Grzegorz Markowski)
- 2022 – Wilczy pęd
- 2025 – Obłęd

### Album dal vivo
- 2015 – Na Żywo